# نبريس
نبريس (الاسم العلمي Nebris)، جنس من الأسماك البحرية من شائكات الزعانف وفصيلة البهاريات. اعطانها بحار بعض المناطق الحارة. يكثر وجودها قرب شواطئ الغويان. جسمها إهليلجي الشكل معتدل الحجم والتبطيط يطول نحو 35 سم. ثوبها إلى الشهبة الفضية يعبق في الرأس والظهر. تتميز برحابة شدقها وبصغر عينها. لحمها يد الصنف مرغوب فيه. أنواعه المعروفة في الوقت الحالي هي نوعان فقط.